# Dubiaranea longa
Dubiaranea longa là một loài nhện trong họ Linyphiidae. Loài này được phát hiện ở Peru.